# Rief-Haus

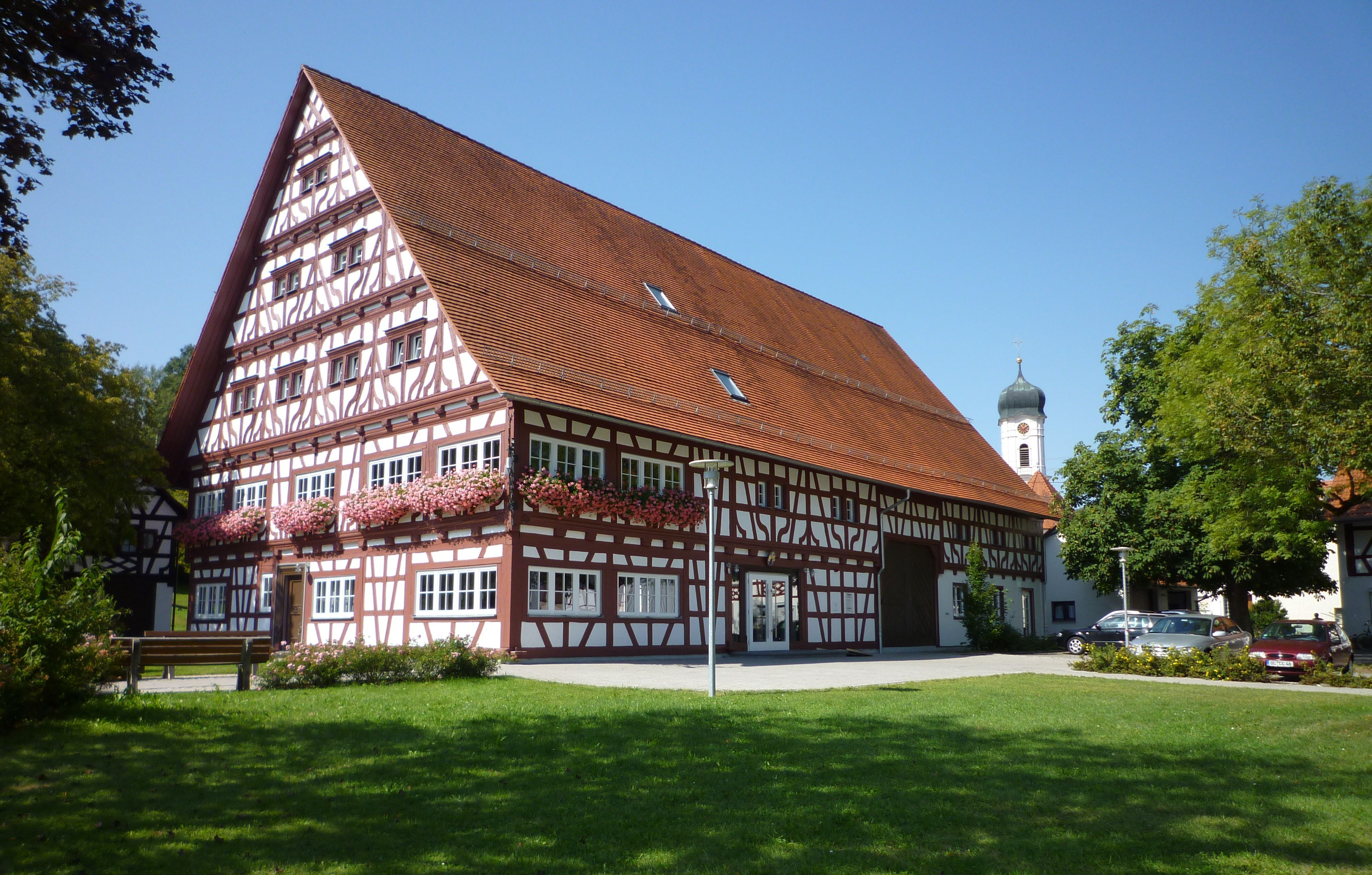
Rief-Haus (2009)

Das Rief-Haus, früher Hallerscher Hof genannt, ist ein im Jahre 1702 vom damaligen Bürgermeister und Hirschwirt Franz Anton Rief (1653–1738) errichtetes barockes Fachwerkhaus in Winterstettenstadt im Landkreis Biberach in Oberschwaben.

## Beschreibung
Das Haus liegt an der Marktstraße und hat die Hausnummer 17. Bis 1768 befand sich in dem Gebäude die Gaststätte zum Hirsch. Von 1768 bis 1968, dem Jahre als das Geschlecht der Haller ausstarb, war es im Besitz der Familie Haller. Deswegen wurde es auch Hallerscher Hof genannt.
Das Gebäude besteht aus zwei Geschossen, einem ehemaligen Land- und Gastwirtschaftsteil mit darin integriertem ehemaligem Wohnbereich im Obergeschoss. Es ist 30 m lang und 15,5 m breit. Die Firsthöhe beträgt 16 m. Der Giebel ist vierfach hervorkragend mit gekämmten und ornamentverzierten Balken. Die Streben sind genast oder gebogen.
Im Jahre 1930 wurde es im Landesverzeichnis der Baudenkmale als Bauwerk von besonderer Bedeutung verzeichnet. Am 22. Januar 2004 erfolgte eine Herabstufung zum Kulturdenkmal. Das Gebäude wurde 1972/73 und 2002 restauriert. In diesem Jahr ließ auch Johannes Rief, ein Nachfahre des Erbauers, das historisch verbürgte Wirtshausschild anbringen. Seit 2012 ist das Gebäude im Besitz der Gemeinde und wird als Mehrzweckhalle benutzt.